# Знаменское муниципальное образование (Саратовская область)
Знаменское муниципальное образование — сельское поселение в Ивантеевском районе Саратовской области Российской Федерации.
Административный центр — посёлок Знаменский.

## История
Статус и границы сельского поселения установлены Законом Саратовской области от 29 декабря 2004 года № 114-ЗСО «О муниципальных образованиях, входящих в состав Ивантеевского муниципального района».

## Население
| 2010  | 2011  | 2012  | 2013  | 2014  | 2015  | 2016  |
| ----- | ----- | ----- | ----- | ----- | ----- | ----- |
| 1707  | ↘1701 | ↘1673 | ↘1656 | ↘1629 | ↗1636 | ↘1612 |
| 2017  | 2018  | 2019  | 2020  | 2021  |       |       |
| ↘1601 | ↘1587 | ↘1565 | ↘1548 | ↘1526 |       |       |

## Состав сельского поселения
| № | Населённый пункт | Тип населённого пункта          | Население |
| - | ---------------- | ------------------------------- | --------- |
| 1 | Знаменский       | посёлок, административный центр | ↗1220     |
| 2 | Малиновый        | посёлок                         | 0         |
| 3 | Прогресс         | посёлок                         | 0         |

24 мая 2023 года был упразднён посёлок Карьерный в связи с его включением в состав посёлка Знаменский.